# Radłów (gromada w powiecie ostrowskim)
Radłów – dawna gromada, czyli najmniejsza jednostka podziału terytorialnego Polskiej Rzeczypospolitej Ludowej w latach 1954–1972.
Gromady, z gromadzkimi radami narodowymi (GRN) jako organami władzy najniższego stopnia na wsi, funkcjonowały od reformy reorganizującej administrację wiejską przeprowadzonej jesienią 1954 do momentu ich zniesienia z dniem 1 stycznia 1973, tym samym wypierając organizację gminną w latach 1954–1972.
Gromadę Radłów z siedzibą GRN w Radłowie utworzono – jako jedną z 8759 gromad na obszarze Polski – w powiecie ostrowskim w woj. poznańskim, na mocy uchwały nr 32/54 WRN w Poznaniu z dnia 5 października 1954. W skład jednostki weszły obszary dotychczasowych gromad Jaskółki, Jelitów, Radłów, Rąbczyn i Świeligów ze zniesionej gminy Raszków w tymże powiecie. Dla gromady ustalono 17 członków gromadzkiej rady narodowej.
1 stycznia 1962 z gromady Radłów  wyłączono miejscowość Świeligów, włączając ją do gromady Gorzyce Wielkie w tymże powiecie, po czym gromadę Radłów zniesiono, a jej (pozostały) obszar włączono do gromady Raszków tamże.